# 阿日希乡
阿日希乡，是中华人民共和国新疆维吾尔自治区和田地區于田县下辖的一个乡镇级行政单位。

## 行政区划
阿日希乡下辖以下地区：
英艾日克村、拜什塔什村、亚依勒干村、阿日希村、希日开村、阿瓦甫村、也台墩村、阔什拉希村和吉格代克其克村。